# Formule 750 1979
De Formule 750 1979 was de zevende en tevens laatste raceserie in het Formule 750-kampioenschap, dat in 1973 door de Fédération Internationale de Motocyclisme werd ingesteld. In dit jaar was de Formule 750 voor het de derde keer een officieel wereldkampioenschap.

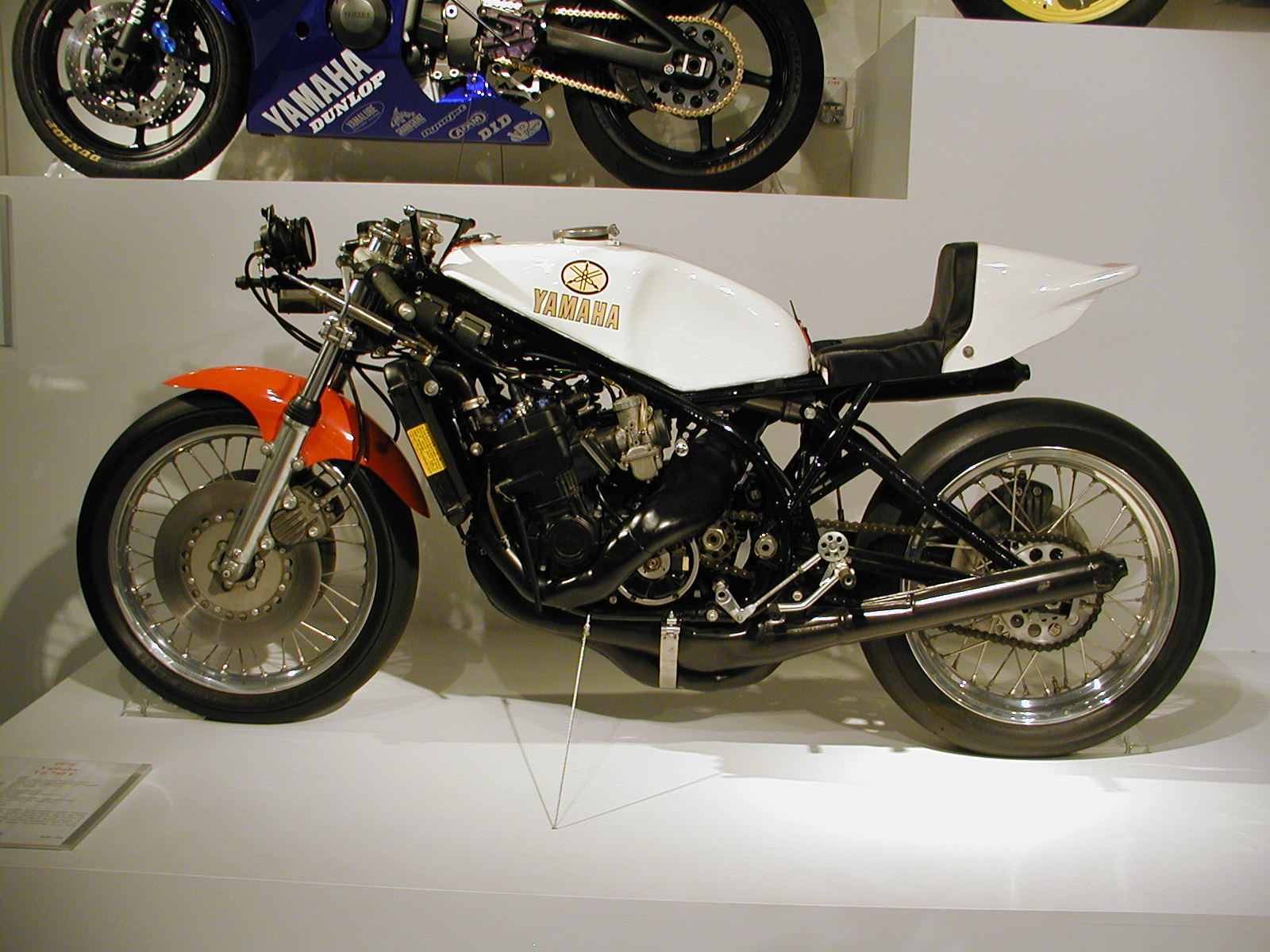
Yamaha TZ 750 uit 1979

## Voorgeschiedenis
Door de toenemende populariteit van races met 750cc-motorfietsen (met name in de Daytona 200 en later ook de 200 Mijl van Imola) had de FIM in 1972 besloten om vanaf 1973 een apart kampioenschap voor deze machines op te zetten. Dit kampioenschap kreeg nog geen WK-status. In 1973 was al gebleken dat er meer reglementen moesten komen, met name voor wat betreft de puntentelling en de indeling in twee manches, die door sommige organisatoren wel en door andere niet werd toegepast. In 1974 was er een mager programma gepresenteerd: organisatoren wilden de nieuwe Yamaha TZ 700 in hun races zien, maar die machine was niet gehomologeerd en mocht in de 750 cc Prijs van de FIM niet aan de start komen. De meeste organisatoren kozen voor de inkomsten van het publiek, dat ook voor deze Yamaha kwam, en maakten van hun wedstrijd een gewone internationale race. Slechts drie wedstrijden werden in het kader van de 750 cc Prijs van de FIM verreden, maar in 1975 en 1976 waren dat weer acht wedstrijden. In 1977 werden er zelfs elf races georganiseerd, maar behalve Yamaha hadden alle fabrikanten min of meer afgehaakt. Kawasaki probeerde vanaf 1978 tegenstand te bieden met de nieuwe viercilinder Kawasaki KR 750, zonder succes.

## Formule 750 1979
Nadat de 200 Mijl van Imola al was vervangen door een race in Mugello werd in maart 1979 bekend dat ook de Belgische Formule 750 race kwam te vervallen. Johnny Cecotto had zijn zinnen gezet op de Formule 750-titel, maar moest een aantal wedstrijden missen om uit te komen in de 500cc-Grands Prix.
In Mugello ontstonden meteen problemen over de startgelden. De coureurs begrepen niet dat organisator Remo Cattini de Formule 750 eerst weghaalde in Imola en vervolgens niet meer dan de minimale, door de FIM vereiste, vergoeding betaalde. Uiteindelijk waren de coureurs wel gedwongen te starten om WK-punten te kunnen scoren. Christian Sarron kwam net uit Japan waar hij zijn fabrieks-Yamaha YZR 500 in de stromende regen had getest. Met de regen in Mugello was hij blij, want hij stond intussen al bekend als uitstekend regenrijder. Hij koos banden met het zwaarste regenprofiel, net als zijn teamgenoot Patrick Pons. Johnny Cecotto koos vreemd genoeg voor slicks die heel licht opgesneden waren. Daardoor viel hij al snel terug naar de twaalfde plaats. Gregg Hansford testte zijn nieuwe Kawasaki KR 750 viercilinder weer, nadat hij die machine in Daytona na twee ronden terug in de vrachtauto had gezet. Ook nu voldeed de motor niet en hij koos voor de zeven jaar oude Kawasaki H 2 R driecilinder. In het begin van de race reden Virginio Ferrari (met een opgeboorde Suzuki RG 500), Sarron en Pons aan de leiding. Ferrari kreeg problemen met zijn voorvering en moest Sarron laten passeren. Toen het wat droger werd kreeg Cecotto meer grip en hij begon een imponerende inhaalrace die hem naar de derde plaats bracht. In de pauze reed Sarron een paar ronden in zijn Porsche Carrera en toen zag hij dat de baan nog hier en daar nat was. Hij koos in de tweede manche ook regenbanden, maar dat was een misrekening. Cecotto had in de eerste manche de verkeerde band gekozen en dat deed hij nu weer, hij koos voor regenbanden. Ferrari loste het probleem met zijn voorvork op door een stuurdemper en een smallere voorband te monteren en daarmee won hij met overmacht. Het was de eerste overwinning van een Suzuki in de Formule 750. Johnny Cecotto werd tweede en de Japanner Sadao Asami (Yamaha) werd derde. Sarron werd slechts achtste. Ferrari werd dagwinnaar, Cecotto werd tweede en Sarron derde.
Suzuki kwam niet naar Brands Hatch. Johnny Cecotto leidde de hele eerste manche en Mike Baldwin reed op de tweede plaats, tot hij door een losgelopen kettingtandwiel uitviel. Nu werd de Fin Markku Mattikainen verrassend tweede. Christian Sarron moest een inhaalrace rijden die hem de derde plaats opleverde. In de tweede manche nam Cecotto weer de leiding voor Baldwin en Gregg Hansford. In de vierde ronde viel Christian Sarron hard, maar de race werd pas in de twaalfde ronde afgevlagd om de ambulance toe te laten die hem naar het ziekenhuis moest brengen. Na een half uur werd de manche herstart. Cecotto en Baldwin bleven vechten om de leiding. Ron Haslam lag op de derde plaats, maar viel op dezelfde plaats waar Sarron was gevallen. Sadao Asami's inhaalrace werd nu beloond met de derde plaats.
De wereldtop reed niet in de Franse F 750 race in Nogaro, met uitzondering van Gregg Hansford en Virginio Ferrari. Ferrari werd in de eerste manche onderuit gereden door Alain Terras en brak beide polsen. De overwinning ging naar Patrick Pons, Christian Estrosi werd tweede en Gianfranco Bonera derde. Hansford kon geen vuist maken doordat er in de natte race water in zijn carburateurs kwam. Hij won wel de tweede manche, voor dagwinnaar Pons en Estrosi.
De Zwitserse Formule 750-race werd in Frankrijk (Circuit Paul Ricard) gereden omdat motorsport in Zwitserland nu eenmaal verboden was. In de eerste manche werd Johnny Cecotto slechts tweede omdat hij de pit was ingereden om oliesporen op zijn Yamaha te laten onderzoeken. De manche werd gewonnen door Michel Frutschi. Cecotto won de tweede manche onbedreigd en werd daardoor ook totaalwinnaar. Er waren veel valpartijen op het vuile en glibberige circuit, waarvan Virginio Ferrari het grootste slachtoffer was: hij viel in beide manches op dezelfde plaats.
De F 750-race in Oostenrijk viel samen met de GP van Zweden en daarom waren de toprijders allemaal afwezig. Beide manches werden gewonnen door de Oostenrijker Werner Nenning. In de eerste manche werd Jacques Cornu tweede en Patrick Pons derde, in de tweede manche werd Pons tweede en Greg Johnson derde.
Ook de race in Canada (Mosport Park) was weer tegelijk met een Grand Prix georganiseerd, dit keer tegelijk met Grand Prix van Finland, waardoor bijvoorbeeld Johnny Cecotto weer niet van de partij kon zijn. Patrick Pons won de eerste manche en werd tweede in de tweede manche, waardoor hij totaalwinnaar werd.
In de Amerikaanse race in Laguna Seca kwam Kenny Roberts voor het eerst aan de start, maar hij won meteen beide manches. De eerste manche was een Amerikaanse aangelegenheid, met Richard Schlachter op de tweede en Dave Aldana op de derde plaats. In de tweede manche werd Gene Romero tweede, maar de derde plaats ging naar Michel Frutschi. Patrick Pons werd in de eerste manche vijfde en viel in de tweede manche. Pons behield de leiding in het klassement, Frutschi klom op naar de tweede plaats omdat Johnny Cecotto niet naar Amerika was gekomen.
Toen de Formule 750-race op het TT Circuit Assen werd georganiseerd was het wereldkampioenschap wegrace afgelopen, dus stonden er veel meer GP-coureurs aan de start en kon Johnny Cecotto aan zijn inhaalrace beginnen. Hij had 25 punten achterstand op Patrick Pons, maar met nog zes manches te gaan kon hij nog 90 punten scoren. Cecotto zette de snelste trainingstijd, maar Pons vernielde zijn beste motor bij een val en reed met zijn reservemotor slechts de tiende tijd. Hij liep bij de val ook een polsblessure op. Boet van Dulmen, Michel Frutschi en Jack Middelburg stonden naast Cecotto op de eerste startrij. In de eerste manche nam Randy Mamola de leiding, gevolgd door Hansford, van Dulmen, Middelburg, Frutschi, Cecotto, Asami en Bonera. Mamola viel al snel uit door een lekke oliekeerring. Van Dulmen en Middelburg namen afstand van het veld terwijl Cecotto naar de pit moest om zijn hete koppeling met een emmer water te laten afkoelen. Jack Middelburg kreeg een vastloper. Van Dulmen won de manche, terwijl Pons met kramp door zijn polsblessure moest opgeven. Bonera werd tweede en Frutschi, die een bocht had gemist, derde. Cecotto kon na zijn pitstop nog opklimmen tot de zesde plaats. In de tweede manche ontstond een mooi gevecht om de leiding tussen Cecotto op de fabrieksmachine en van Dulmen op zijn oude, slingerende privé-Yamaha. Ze reden het hele veld op achterstand en de achtervolgers werden ook nog gepasseerd door Wil Hartog, die vanaf de tweede startrij naar voren was gekomen met een tot 652 cc opgeboorde Suzuki RG 500. Cecotto won voor de beide Nederlanders, Pons viel uit en Frutschi werd vierde. Door dit alles was de spanning in de Formule 750 weer helemaal terug, met Pons en Frutschi op 104 punten en Cecotto op 99.
De voorlaatste race in Hockenheim betekende meteen het einde van de spanning in het kampioenschap, want zowel Michel Frutschi als Johnny Cecotto kregen experimentele slicks die binnen tien ronden aan flarden werden gereden. Beiden scoorden geen enkel punt, terwijl Patrick Pons beide manches won. Cecotto was kansloos voor de titel, Frutschi had nu 29 punten achterstand terwijl hij er maximaal 30 kon scoren in de laatste race.
In de eerste manche in Rijeka reed Michel Frutschi Johnny Cecotto op 22 seconden. Cecotto was daar woedend over. Zijn kansen op de tweede plaats in het kampioenschap waren nu vrijwel verspeeld, want Frutschi hoefde in de tweede manche slechts vierde te worden. Intussen werd Patrick Pons, die nog maar 1 punt nodig had voor de wereldtitel, derde. Hij hoefde zich niet met de strijd om de overwinning te bemoeien. Dat deed hij in de tweede manche ook niet, maar nu won Cecotto wel, voor Frutschi en Pons.

## Puntentelling
In dit laatste seizoen telden de punten van elke gereden manches en alle (tien) races waren in twee manches verdeeld. 
|         | 1e | 2e | 3e | 4e | 5e | 6e | 7e | 8e | 9e | 10e |
| Punten: | 15 | 12 | 10 | 8  | 6  | 5  | 4  | 3  | 2  | 1   |

## Uitslagen
|    | Datum        | Race             | Circuit        | 1e               | 2e                 | 3e                |
| -- | ------------ | ---------------- | -------------- | ---------------- | ------------------ | ----------------- |
| 1  | 1 april      | Italië           | Mugello        | Christian Sarron | Virginio Ferrari   | Johnny Cecotto    |
| 1  | 1 april      | Italië           | Mugello        | Virginio Ferrari | Johnny Cecotto     | Sadao Asami       |
| 2  | 22 april     | Groot-Brittannië | Brands Hatch   | Johnny Cecotto   | Markku Mattikainen | Christian Sarron  |
| 2  | 22 april     | Groot-Brittannië | Brands Hatch   | Johnny Cecotto   | Mike Baldwin       | Sadao Asami       |
| 3  | 27 mei       | Frankrijk        | Nogaro         | Patrick Pons     | Christian Estrosi  | Gianfranco Bonera |
| 3  | 27 mei       | Frankrijk        | Nogaro         | Gregg Hansford   | Patrick Pons       | Christian Estrosi |
| 4  | 15 juli      | Zwitserland      | Le Castellet   | Michel Frutschi  | Johnny Cecotto     | Sadao Asami       |
| 4  | 15 juli      | Zwitserland      | Le Castellet   | Johnny Cecotto   | Sadao Asami        | Patrick Pons      |
| 5  | 22 juli      | Oostenrijk       | Österreichring | Werner Nenning   | Jacques Cornu      | Patrick Pons      |
| 5  | 22 juli      | Oostenrijk       | Österreichring | Werner Nenning   | Patrick Pons       | Greg Johnson      |
| 6  | 29 juli      | Canada           | Mosport        | Patrick Pons     | Steve Gervais      | Frank McTaggard   |
| 6  | 29 juli      | Canada           | Mosport        | Michel Frutschi  | Patrick Pons       | Steve Gervais     |
| 7  | 5 augustus   | Verenigde Staten | Laguna Seca    | Kenny Roberts    | Richard Schlachter | Dave Aldana       |
| 7  | 5 augustus   | Verenigde Staten | Laguna Seca    | Kenny Roberts    | Gene Romero        | Michel Frutschi   |
| 8  | 9 september  | Nederland        | Assen          | Boet van Dulmen  | Gianfranco Bonera  | Michel Frutschi   |
| 8  | 9 september  | Nederland        | Assen          | Johnny Cecotto   | Boet van Dulmen    | Wil Hartog        |
| 9  | 23 september | Duitsland        | Hockenheim     | Patrick Pons     | Christian Sarron   | Sadao Asami       |
| 9  | 23 september | Duitsland        | Hockenheim     | Patrick Pons     | Marc Fontan        | Christian Sarron  |
| 10 | 30 september | Joegoslavië      | Rijeka         | Michel Frutschi  | Johnny Cecotto     | Patrick Pons      |
| 10 | 30 september | Joegoslavië      | Rijeka         | Johnny Cecotto   | Michel Frutschi    | Patrick Pons      |

## Eindstand
| Pos. | Coureur              | Merk     | Ptn. |
| ---- | -------------------- | -------- | ---- |
| 1    | Patrick Pons         | Yamaha   | 154  |
| 2    | Michel Frutschi      | Yamaha   | 132  |
| 3    | Johnny Cecotto       | Yamaha   | 126  |
| 4    | Sadao Asami          | Yamaha   | 73   |
| 5    | Gianfranco Bonera    | Yamaha   | 70   |
| 6    | Marc Fontan          | Yamaha   | 56   |
| 7    | Christian Sarron     | Yamaha   | 55   |
| 8    | Raymond Roche        | Yamaha   | 54   |
| 9    | Hubert Rigal         | Yamaha   | 49   |
| 10   | Markku Mattikainen   | Yamaha   | 40   |
| 11   | Gregg Hansford       | Kawasaki | 39   |
| 12   | Werner Nenning       | Yamaha   | 37   |
| 13   | Jacques Cornu        | Yamaha   | 34   |
| 14   | Boet van Dulmen      | Yamaha   | 31   |
| 15   | Kenny Roberts        | Yamaha   | 30   |
| 16   | Virginio Ferrari     | Suzuki   | 27   |
| 17   | Christian Estrosi    | Yamaha   | 22   |
|      | Steve Gervais        | Yamaha   | 22   |
| 19   | Richard Schlachter   | Yamaha   | 20   |
| 20   | Dave Aldana          | Yamaha   | 16   |
| 21   | Greg Johnson         | Yamaha   | 16   |
| 22   | Hervé Guilleux       | Yamaha   | 14   |
| 23   | Mike Baldwin         | Yamaha   | 12   |
|      | Gene Romero          | Yamaha   | 12   |
| 25   | Jean-François Baldé  | Yamaha   | 11   |
| 26   | Frank McTaggard      | Yamaha   | 10   |
|      | Wil Hartog           | Suzuki   | 10   |
| 28   | Alain Terras         | Yamaha   | 9    |
|      | Jean-Louis Tournadre | Yamaha   | 9    |
| 30   | Randy Mamola         | Yamaha   | 8    |

| Pos. | Coureur             | Merk   | Ptn. |
| ---- | ------------------- | ------ | ---- |
|      | Christian Huguet    | Yamaha | 8    |
| 32   | Fritz Kerschbaumer  | Yamaha | 8    |
|      | Dan Sorensen        | Yamaha | 8    |
| 34   | Gary Collins        | Yamaha | 8    |
|      | John Newbold        | Yamaha | 8    |
| 36   | Dale Singleton      | Yamaha | 7    |
| 37   | Richard Schulze     | Suzuki | 6    |
| 38   | Keith Huewen        | Yamaha | 6    |
| 39   | Dominique Pernet    | Yamaha | 6    |
| 40   | Dave Potter         | Yamaha | 5    |
|      | Philippe Coulon     | Yamaha | 5    |
| 42   | Chris Guy           | Yamaha | 4    |
|      | Arthur McKenna      | Yamaha | 4    |
| 44   | Jacques Agopian     | Yamaha | 4    |
| 45   | Ron Pierce          | Yamaha | 4    |
| 46   | Gianpaolo Marchetti | Yamaha | 3    |
|      | Ernest Staub        | Yamaha | 3    |
|      | Gilles Husson       | Yamaha | 3    |
|      | G. Meiklejohn       | Yamaha | 3    |
|      | Murray Sayle        | Yamaha | 3    |
| 51   | Kevin Stafford      | Yamaha | 3    |
| 52   | Leandro Becheroni   | Yamaha | 2    |
|      | Michel Rastel       | Yamaha | 2    |
|      | Joey Dunlop         | Yamaha | 2    |
|      | Rick Walden         | Yamaha | 2    |
| 56   | Pierre Soulas       | Yamaha | 1    |
|      | Franck Gross        | Yamaha | 1    |
|      | J. Mulligan         | Yamaha | 1    |
|      | Gérard Choukroun    | Yamaha | 1    |
|      | Philippe Bouzanne   | Yamaha | 1    |

1973 ·
1974 ·
1975 ·
1976 ·
1977 ·
1978 ·
1979